# Michel Dusart
Michel Dusart, né le 1er juin 1943 à Wandre (province de Liège), est un écrivain et scénariste de bande dessinée belge.

## Biographie
Michel Dusart naît le 1er juin 1943 à Wandre. Dès l'âge de cinq ans, ses parents l'abonnent au Journal de Tintin. Son enfance est entourée des personnages de Tintin et Spirou.
Michel Dusart nous apprend dans un article de La Nouvelle Gazette du 9 avril 2009 « J’ai fait des études à Saint-Luc, avec l’ambition alors de devenir dessinateur. Mais je me suis vite rendu compte que plusieurs de mes camarades, qui s’appelaient Walthéry, Hachel, Dany ou Seron, avaient bien plus de talent que moi dans ce domaine. En revanche, ils peinaient à écrire des histoires. C’est ainsi que je suis devenu scénariste de bande dessinée. »
En 1964, le rédacteur en chef de Tintin Marcel Dehaye publie sa première nouvelle illustrée par Dany. Il enchaîne l'année suivante avec deux nouvelles à nouveau illustrées par Dany ainsi qu'une autre illustrée par les époux Liliane et Fred Funcken. Il écrit cette fois encore pour Dany une nouvelle ainsi qu'une rubrique rédactionnelle en 1967. En 1967, sous la houlette de Michel Greg le nouveau rédacteur en chef de Tintin, il écrit le scénario de deux histoires complètes didactiques : Petit rocher de la haute montagne pour Eddy Paape et Les Premières Armes de George Washington pour les Funcken. L'année suivante, il scénarise de courts récits entamant de nouvelles collaborations avec Géri, Christian Denayer et Sidney. C'est en 1971, qu'il reprend le relais de son ami Hachel pour scénariser sa série Benjamin, ce sera sa plus longue série qu'il poursuivra jusqu'en 1980. Il lui faut attendre 1981 pour que ces gags soient compilés en albums chez un petit éditeur M. Carré (4 albums, 1981-1983), deux autres albums paraissent tardivement en 1994 et 2009 en autoédition.
De 1986 à 1987, il écrit pour le jeune Marco Venanzi ses premiers récits historiques publiées dans l’hebdomadaire Tintin, il publie ainsi deux courts récits de 5 planches et Tintin reporter. Puis en 1989, à nouveau en collaboration avec Marco Venanzi, il sort Froidure. Préfacé par l'Abbé Pierre, cet album retrace la vie de l’abbé Froidure, fondateur des Petits Riens et reçoit une mention spéciale au prix Gabriel en 1990. En 1988, il scénarise, avec le journaliste Jean Jour, le personnage folklorique emblématique de la cité des Princes-évêques : Tchantchès dessiné par Walthéry aux éditions liégeoises Khâni. Il reprend, sept ans plus tard, ce personnage cette fois pour Didier Casten avec Tchantchès gamin des rues aux éditions Noir Dessin Production. En 1994, il scénarise pour Mittéï le troisième tome du personnage Le P'tit Bout d'chique Le P'tit Bout d'chique en vacances, aux éditions monégasques Marsu Productions. Il scénarise à nouveau ce personnage pour la revue L'Aventure dans les nos 5 à 7 avec le récit P’tit bout d’Chique gagne le tour de France, à nouveau dessiné par Walthéry et publié dans l'intégrale aux éditions du Tiroir en 2020.
En 1996, sa signature apparaît dans Spirou, il écrit le scénario de la 17e aventure de la célèbre hôtesse Natacha de son ami François Walthéry : La Veuve noire, l'album paraît l'année suivante aux éditions Marsu Productions. 
Dans le même article de La Nouvelle Gazette, il nous apprend encore « [...] pour vivre, j’ai été bibliothécaire à la province, à Liège. J’ai pris ma retraite voici cinq ans. ».
Depuis, Michel Dusart peut se consacrer bien davantage à sa passion de l’écriture. 
Profondément attaché à sa région, il publie parallèlement Les Aventures du Pays de Liège de Notger à nos jours (1980), Visages industriels d'hier et d'aujourd'hui en Pays de Liège (1981), Pays de Liège - Vie d'une Église (1984), Raconte-moi le patro - 200 ans au service de l'enfant (1985), Sainte-Walburge... de rue en rue (2008), Ste-Walburge 1613-2013 (2013) et Ste-Walburge 1914-1918 (2018). 
Avec les frères jumeaux Georges Van Linthout et Stibane, il scénarise Peticric - Les aventures de Thérébentine aux éditions Le Chaînon manquant en 2018.
En 2020, à l'occasion du 50e anniversaire de Natacha, François Walthéry a confié au rédacteur en chef du site d'information ActuaBD Charles-Louis Detournay avoir encore un second scénario pour Natacha de Michel Dusart dans ses tiroirs. 
Michel Dusart a à son actif, une bonne trentaine d’albums. 

## Publications

### Premières publications dans le journal de Tintin
- Conte : Ne bougeons plus, N°40/1964 (6 octobre 1964), dessin de Dany Henrotin
- Bande dessinée : Le Voleur supersonique, no 37/1966, 4 pages, dessin de Dany Henrotin

### Albums de bande dessinée
- 1977 : Gourh, le Bâ-Lourh : Ses amis, ses amours, dessin de Joke, éd. Dargaud  (ISBN 2-205-01124-3)
- 1981 : Tranches de vie, tranches de l'art..., Benjamin t. 1, dessin de Hachel, éd. M. Carré
- 1981 : L'Intérêt de l'intérim, Benjamin t. 2, dessin de Hachel, éd. M. Carré
- 1983 : Histoires de l'art, Benjamin t. 3, dessin de Hachel, éd. Hachel
- 1983 : Boulots et boulettes, Benjamin t. 4, dessin de Hachel, éd. Hachel
- 1988 : Tchantchès[14], dessin de Walthéry, avec Jean Jour, éd. Khâni  (ISBN 2-907159-02-X)
- 1988 : Pour quelques canettes de plus, Papa Talon, dessin de Hachel, éd. MC Productions
- 1989 : Froidure[8], dessin de Marco Venanzi, éd. Fédération Abbé Froidure,Réédition Coccinelle BD en 1990  (ISBN 2-87283-001-4) et 1992  (ISBN 2-87353-024-3).
- 1994 : Bon Anniversaire Benjamin, Benjamin t. 5, dessin de Hachel, éd. Hachel
- 1994 : Le P'tit Bout d'chique en vacances, Le P'tit Bout d'chique t. 3, dessin Mittéï, éd. Marsu Productions
- 1995 : Tchantchès gamin des rues, dessin de Didier Casten, éd. Noir Dessin Production  (ISBN 2-87351-014-5)
- 1997 : La Veuve noire, Natacha t. 17, dessin de Walthéry, éd. Marsu Productions
- 2004 : Édouard Froidure, aimer, accueillir un enfant, éd. F.A.F
- 2009 : Travail que vaille, t. 6, dessin de Hachel, éd. Hachel
- 2017 : Mes p'tits héros, dessin de Walthéry, éd. Noir Dessin Productions
- 2018 : Les Contes de Thérébentine Peticric, dessin de Georges Van Linthout et Stibane, Éd. Le Chaînon manquant  (ISBN 978-2-358-97697-8)
- 2020 : Le P'tit Bout d'chique, Intégral, dessin de Walthéry et Jean-François de Marchin, Éd. du Tiroir  (ISBN 978-2-931027-19-6).

### Livres jeunesse
- L'A.B.C. de la BD, François Walthéry (illu), Altiora Averbode, 1997,Livre éducatif pour enfant leur expliquant tous les mécanismes pour faire une BD. Avec un livret et une mini BD agrafés en page centrale à découper.

### Vie régionale
- 1980 : Les Aventures du Pays de Liège de Notger à nos jours, dessin de Emjy, éd. CGER,  (ISBN 2-87069-001-0) (OCLC 1032372052)
- 1981 : Visages industriels d'hier et d'aujourd'hui en Pays de Liège, avec Christine Wirtgen-Bernard, éd. Pierre Mardaga  (ISBN 2-8021-0032-7) (OCLC 9971748)
- 1984 : Pays de Liège - Vie d'une Église, dessin de Vink, éd. I.S.C.P.-C.D.D.
- 1985 : Raconte-moi le patro - 200 ans au service de l'enfant dessin de Calo, Fédération nationale des patros, 1985 (OCLC 1009895906)
- 2008 : Sainte-Walburge... de rue en rue, les éditions du Céfal[3]
- 2013 : Ste-Walburge 1613-2013, éd. ASBL Patrimoine Ste-Walburge
- 2018 : Ste-Walburge 1914-1918, éd. ASBL Patrimoine Ste-Walburge

### Catalogue d'exposition
- Histoire du zinc à Liège : Archéologie industrielle avec Nicole Brose, Luc Godon et Jean-Luc Graulich, Service des affaires culturelles de la province de Liège, Liège, (OCLC 198278830333), exposition : Liège, 27 mai au 11 juin 1982.

## Prix et récompenses
- 1990 :  Mention spéciale au prix Gabriel pour Froidure avec Marco Venanzi[9].

#### Livres
: document utilisé comme source pour la rédaction de cet article.
- Jean Van Hamme, Introduction à la bande dessinée belge, Bruxelles, Bibliothèque royale de Belgique, 1968, 80 p., ill. ; 26 cm (lire en ligne), p. 18[catalogue] publié à l'occasion de l'exposition La bande dessinée en Belgique, Bibliothèque Albert Ier, [Bruxelles], du 29 juin au 25 août 1968.
- Jacques Fiérain, « Dusart, Michel », dans La BD dans les provinces de Liège, Namur et Luxembourg, Charleroi, Éd. l'Âge d'or, 2004, 112 p., ill. ; 31 cm (ISBN 9782960019698, OCLC 470388297, présentation en ligne), p. 36. .
- Philippe Mellot, Michel Denni, Laurent Turpin et Isabelle Morzadec, Trésors de la bande dessinée : BDM 2023-2024 - Catalogue encyclopédique et Argus, Paris, Les Arènes, novembre 2022, 23e éd., 1677 p., ill. ; 23 cm (ISBN 9791037507280, OCLC 1351462460, présentation en ligne), p. 24, 149, 256, 521, 883, 938, 952, 1236, 1608. .